# Родюкино (Никольский район)
Родюкино — деревня в Никольском районе Вологодской области.
Входит в состав Краснополянского сельского поселения, с точки зрения административно-территориального деления — в Краснополянский сельсовет.
Расстояние до районного центра Никольска по автодороге — 2 км. Ближайшие населённые пункты — Никольск, Кузнечиха, Криводеево.
По переписи 2002 года население — 171 человек (83 мужчины, 88 женщин). Преобладающая национальность — русские (97 %).